# Astana (wielerploeg)/2006
Deze pagina geeft een overzicht van de wielerploeg Astana in 2006.
| Naam                                | Geboortedatum | Nationaliteit | Ploeg 2005      |
| ----------------------------------- | ------------- | ------------- | --------------- |
| Carlos Abellán                      | 03-01-1983    | Spanje        | beloften        |
| Dariusz Baranowski                  | 22-06-1972    | Polen         |                 |
| Carlos Barredo                      | 05-06-1981    | Spanje        |                 |
| Assan Bazayev                       | 22-02-1981    | Kazachstan    | Capec           |
| Joseba Beloki                       | 12-08-1973    | Spanje        |                 |
| Giampaolo Caruso                    | 15-08-1980    | Italië        |                 |
| Alberto Contador Velasco            | 06-12-1982    | Spanje        |                 |
| Allan Davis                         | 27-07-1980    | Australië     |                 |
| Koen de Kort                        | 08-09-1982    | Nederland     |                 |
| David Etxebarria                    | 23-07-1973    | Spanje        |                 |
| Sergej Jakovlev                     | 21-04-1976    | Kazachstan    | T-Mobile Team   |
| Jörg Jaksche                        | 23-07-1976    | Duitsland     |                 |
| Andrej Kasjetsjkin                  | 21-03-1980    | Kazachstan    | Crédit Agricole |
| Aaron Kemps                         | 10-09-1983    | Australië     |                 |
| Daniel Navarro                      | 08-07-1983    | Spanje        |                 |
| Isidro Nozal                        | 18-10-1977    | Spanje        |                 |
| Aitor Osa                           | 09-09-1973    | Spanje        | Illes Balears   |
| Unai Osa Eizaguirre                 | 12-06-1975    | Spanje        | Illes Balears   |
| Sérgio Paulinho                     | 26-03-1980    | Portugal      |                 |
| Javier Ramirez                      | 14-03-1978    | Spanje        |                 |
| José Antonio Redondo                | 05-03-1985    | Spanje        |                 |
| José Joaquín Rojas                  | 08-06-1985    | Spanje        | beloften        |
| Luis León Sánchez                   | 24-11-1983    | Spanje        |                 |
| Eladio Sánchez                      | 12-04-1984    | Spanje        | beloften        |
| Iván Santos Martínez                | 18-02-1982    | Spanje        |                 |
| Michele Scarponi                    | 25-09-1979    | Italië        |                 |
| Michael Schär (van 01-06 tot 01-08) | 29-05-1986    | Zwitserland   | beloften        |
| Marcos Serrano                      | 08-09-1972    | Spanje        |                 |
| Ángel Vicioso Arcos                 | 13-04-1977    | Spanje        |                 |
| Aleksandr Vinokoerov                | 16-09-1973    | Kazachstan    | T-Mobile Team   |

## Belangrijkste overwinningen
- Ronde van Zwitserland

4e etappe: Ángel Vicioso
8e etappe: Alberto Contador
- Nationale kampioenschappen

Kazachstan (weg): Andrej Kasjetsjkin
- Ronde van Duitsland

1e etappe: Asan Bazajev
- Ronde van Burgos

1e etappe: Aaron Kemps
- Ronde van Spanje

8e etappe: Aleksandr Vinokoerov
9e etappe: Aleksandr Vinokoerov
10e etappe: Sérgio Paulinho
18e etappe: Andrej Kasjetsjkin
20e etappe: Aleksandr Vinokoerov
Eindklassement: Aleksandr Vinokoerov

## Teams

### Tour Down Under
17 januari–22 januari
- 1.  Luis León Sánchez
- 2.  Allan Davis
- 3.  Carlos Barredo
- 4.  Koen de Kort
- 5.  Aaron Kemps
- 6.  José Joaquín Rojas
- 7.  Iván Santos Martínez
- 8.  Eladio Sánchez

### Ronde van het Baskenland
3 april–8 april
- 51.  Joseba Beloki
- 52.  Aitor Osa
- 53.  Unai Osa
- 54.  Alberto Contador
- 55. —
- 56.  Isidro Nozal
- 57.  Sérgio Paulinho
- 58.  Daniel Navarro

### Ronde van Romandië
25 april–30 april
- 111.  Joseba Beloki
- 112.  Alberto Contador
- 113.  Jörg Jaksche
- 114.  David Etxebarria
- 115.  Andrej Kasjetsjkin
- 116.  Isidro Nozal
- 117.  José Antonio Redondo
- 118.  Michele Scarponi

### Critérium du Dauphiné Libéré
4 juni–11 juni
- 41.  Aleksandr Vinokoerov
- 42.  Dariusz Baranowski
- 43.  Carlos Barredo
- 44.  Andrej Kasjetsjkin
- 45.  Daniel Navarro
- 46.  Sérgio Paulinho
- 47.  Unai Osa
- 48.  José Joaquín Rojas

2005 · 2006 · 2007 · 2008 · 2009 · 2010 · 2011 · 2012 · 2013 · 2014 · 2015 · 2016 · 2017 · 2018 · 2019 · 2020 · 2021 · 2022 · 2023 · 2024 · 2025
Ag2r Prévoyance · Bouygues Télécom · Cofidis, Le Crédit par Téléphone · Crédit Agricole · Team CSC · Davitamon-Lotto · Discovery Channel Pro Cycling Team · Euskaltel-Euskadi · La Française des Jeux · Team Gerolsteiner · Illes Balears-Caisse D'Espargne · Lampre-Fondital · Astana · Liquigas - Bianchi · Phonak Hearing Systems · Quick Step-Innergetic · Rabobank · Saunier Duval-Prodir · Team Milram · T-Mobile Team